# أليوت ويبر
أليوت ويبر (بالإنجليزية: Elliot Weber)‏ (9 أغسطس 1983 بأوستن في الولايات المتحدة - ) هو مغن ومؤلف وملحن ولاعب كرة قدم أمريكي في مركز الدفاع. لعب مع Phoenix FC ‏.

## وصلات خارجية
- أليوت ويبر على موقع قاعدة بيانات كرة القدم.إي يو (الإنجليزية)